# Franco Columbu
Francesco „Franco“ Columbu (* 7. August 1941 in Ollolai, Sardinien; † 30. August 2019 in San Teodoro, Sardinien) begann seine Karriere als Boxer und Kraftdreikämpfer. Er war einer der ersten professionellen Bodybuilder und arbeitete später als Chiropraktor, Sachbuchautor und Filmschauspieler.

## Leben
Columbu wuchs auf der italienischen Mittelmeerinsel Sardinien auf. Mit 13 Jahren verließ er die Schule, um auf dem elterlichen Bauernhof zu arbeiten und Schafe zu hüten. Später zog er als Gastarbeiter nach München, wo er zunächst als Maurer und schließlich als Taxifahrer arbeitete. 1965 lernte er Arnold Schwarzenegger auf einer Bodybuilding-Veranstaltung in Stuttgart kennen. Als Schwarzenegger 1966 nach München zog, wurde er dessen Trainingspartner und bester Freund.
1969 holte Joe Weider Columbu auf Betreiben Schwarzeneggers in die Vereinigten Staaten, wo Columbu professioneller Bodybuilder wurde. Trotz seiner Körperhöhe von gerade einmal 1,65 m bei 86 kg Gewicht galt er viele Jahre als einer der stärksten Männer der Welt. Er hielt eine Reihe von Kraftdreikampf-Weltrekorden und errang einige Titel im Bodybuilding, darunter 1976 und 1981 jeweils den Titel des Mr. Olympia, welcher als höchste Auszeichnung im professionellen Bodybuilding gilt. Noch während seiner Wettkampfzeit gründete er mit Schwarzenegger ein Bauunternehmen und verdiente sein Geld unter anderem auch mit Immobilien und als Schauspieler.
Nach seinem Karriereende erwarb er einen Doktorgrad in Chiropraktik und Ernährungswissenschaft. Ab 1978 war er schließlich hauptberuflich als Chiropraktor tätig und verfasste eine Reihe von Bodybuilding-Fachbüchern zu Training und Ernährung. Früh setzte er sich darüber hinaus für das Frauenbodybuilding ein und legte auch hierzu Publikationen vor. 2001 wurde Columbu in die Hall of Fame der IFBB aufgenommen.
1986 war Columbu Schwarzeneggers Trauzeuge bei dessen Hochzeit mit Maria Shriver. 2006 wurde er von Schwarzenegger, damals Gouverneur von Kalifornien, in den Vorstand der geprüften Chiropraktoren Kaliforniens berufen. Wie Schwarzenegger war Columbu Mitglied der Republikaner und lebte in Los Angeles. Nach seiner ersten Ehe mit Anita Columbu heiratete er 1990 seine Freundin Deborah, mit der er später eine Tochter hatte. Sein Gesamtvermögen wurde auf etwa 10 Millionen US-Dollar geschätzt. Er verstarb während eines Urlaubsaufenthaltes in Folge eines Herzinfarkts beim Schwimmen vor San Teodoro auf Sardinien.

## Sportliche Erfolge (Bodybuilding)
- 1968 NABBA Mr. Universum (Most Muscular)
- 1969 IFBB Mr. Europe (Medium)
- 1969 NABBA Mr. Universum (Most Muscular)
- 1969 NABBA Mr. Universum (Short)
- 1969 IFBB Mr. Universum (Short)
- 1970 IFBB Mr. Europe (Short & Overall)
- 1970 AAU Mr. World (Pro Short)
- 1970 IFBB Mr. World (Short)
- 1970 IFBB Mr. Universum (Short & Overall)
- 1971 IFBB Mr. World (Short & Overall)
- 1974 Mr. Olympia (Lightweight)
- 1975 Mr. Olympia (Lightweight)
- 1976 Mr. Olympia (Lightweight & Overall)
- 1981 Mr. Olympia

## Filmografie (Auswahl)
- 1976: Mr. Universum (Stay Hungry)
- 1977:	Pumping Iron
- 1977: Die Straßen von San Francisco (The Streets of San Francisco, Fernsehserie, Episode Dead Lift)
- 1980: The Hustler of Muscle Beach
- 1982: Conan der Barbar (Conan the Barbarian)
- 1984: Getting Physical
- 1984: Terminator (The Terminator)
- 1987: Manfighter – Blutige Fäuste (Last Man Standing)
- 1987: Running Man (The Running Man)
- 1988: Manege frei für Pee Wee (Big Top Pee-Wee)
- 1992: Deadly Descent
- 1993: Il ritmo del silenzio
- 1993: Beretta’s Island
- 1995: Taken Alive
- 1997: Doublecross on Costa’s Island
- 2003: Ancient Warriors

## Schriften (Auswahl)
- zusammen mit George Fels: Winning bodybuilding, Chicago 1977 (ISBN 0-8092-8110-4 oder ISBN 0-8092-8109-0)
- zusammen mit George Fels: Coming on strong, Chicago 1978, ISBN 0-8092-7723-9 oder ISBN 0-8092-7565-1 (dt. Stark werden – bleiben, München 1981)
- zusammen mit R. R. Knudson: Starbodies. The women’s weight training book; New York 1978 (ISBN 0-525-47527-3)
- zusammen mit Richard Tyler: Winning weight lifting & powerlifting, Chicago 1979 (ISBN 0-8092-7429-9 oder ISBN 0-8092-7428-0)
- zusammen mit R. R. Knudson: Weight training for young athletes, Chicago 1979 (ISBN 0-8092-7479-5 oder ISBN 0-8092-7478-7)
- zusammen mit Dick Tyler: Weight training and bodybuilding. A complete guide for young athletes, New York 1979 (ISBN 0-671-33006-3)
- zusammen mit Anita Columbu: Stay in shape during pregnancy and after; Chicago 1980 (ISBN 0-8092-7070-6)
- Franco Columbu’s Complete book of bodybuilding, Chicago 1982 (ISBN 0-8092-5984-2)
- zusammen mit Lydia Fragomeni: The businessman’s minutes-a-day guide to shaping up, Chicago 1983 (ISBN 0-8092-5580-4)
- zusammen mit Anita Columbu und Paddy Calistro: Redesign your body. The 90-day real body makeover, New York 1984 (ISBN 0-525-48173-7)
- zusammen mit Lydia Fragomeni: The bodybuilder’s nutrition book, Chicago 1985 (ISBN 0-8092-5457-3)